# Анослав
Анослав (пољ. Annosław) је село у Пољској које се налази у војводству Лођском у повјату Равском у општини Регнов.
Од 1975. до 1998. године ово насеље се налазило у Скјерњевицком војводству.